# 水都明亞
水都明亞（1973年9月28日—），日本的少女漫畫家，出生於爱知縣名古屋市，目前居住於神奈川縣，其所屬的出版社為小學館，出道作是於1997年在少女comics增刊5月15号刊載的但願樱花盛開(桜の花咲く願いごと)。

## 作品集
- 1997年5月 但願櫻花盛開[出道作]
- 1998年7月 WANTE→D[全一冊]
- 1999年1月 戀心幻想曲[全一冊]
- 1999年6月 浪漫花遊記[全兩冊]
- 1999年11月 真心情人[全一冊]
- 2000年2月 愛在男子寮[全兩冊]
- 2000年9月 微熱男子寮[全五冊]
- 2002年3月 戀遊幻夜[全兩冊]
- 2002年12月 狂戀男子寮[全四冊]
- 2004年7月 天神爛漫記[全兩冊]
- 2005年7月 奇幻煌煌堂[全一冊]
- 2007年1月 時限王子NO.10[全五冊]

## 相關連結
- 水都明亞官方網站
- 水都明亞部落格